# Lycanades pulchella
Lycanades pulchella là một loài bướm đêm trong họ Noctuidae.